# Campionati mondiali di sollevamento pesi 2022 - 76 kg femminile
Le gare di sollevamento pesi della categoria fino a 76 kg femminile — pesi mediomassimi — dei campionati mondiali del 2022 si sono svolte il 13 dicembre 2022 a Bogotà presso la Gran Carpa Américas Corferias.

## Programma
L'orario indicato corrisponde a quello colombiano (UTC-05:00)
| Data             | Orario | Evento   |
| ---------------- | ------ | -------- |
| 13 dicembre 2022 | 14:00  | Gruppo B |
| 13 dicembre 2022 | 16:30  | Gruppo A |

## Medagliate
Per ciascun esercizio, le prime tre classificate sono le seguenti:
| Esercizio | Oro        | Oro    | Argento       | Argento | Bronzo        | Bronzo |
| --------- | ---------- | ------ | ------------- | ------- | ------------- | ------ |
| Strappo   | Sara Ahmed | 113 kg | Mattie Rogers | 109 kg  | Bella Paredes | 108 kg |
| Slancio   | Sara Ahmed | 148 kg | Mattie Rogers | 138 kg  | Kim Su-hyeon  | 137 kg |
| Totale    | Sara Ahmed | 261 kg | Mattie Rogers | 247 kg  | Kim Su-hyeon  | 245 kg |

## Record
Prima di questa competizione, i record mondiali esistenti erano i seguenti:
| Record mondiale | Strappo | Rim Jong-sim | 124 kg | Pattaya, Thailandia | 24 settembre 2019 |
| Record mondiale | Slancio | Zhang Wangli | 156 kg | Fuzhou, Cina        | 26 febbraio 2019  |
| Record mondiale | Totale  | Rim Jong-sim | 278 kg | Ningbo, Cina        | 26 aprile 2019    |

## Risultati
| Pos. | Atleta                       | Gr. | Peso atleta | Strappo (kg) | Strappo (kg) | Strappo (kg) | Strappo (kg) | Slancio (kg) | Slancio (kg) | Slancio (kg) | Slancio (kg) | Totale |
| Pos. | Atleta                       | Gr. | Peso atleta | 1            | 2            | 3            | Pos.         | 1            | 2            | 3            | Pos.         | Totale |
| ---- | ---------------------------- | --- | ----------- | ------------ | ------------ | ------------ | ------------ | ------------ | ------------ | ------------ | ------------ | ------ |
|      | Sara Ahmed (EGY)             | A   | 74.40       | 109          | 113          | 116          |              | 138          | 143          | 148          |              | 261    |
|      | Mattie Rogers (USA)          | A   | 75.80       | 106          | 108          | 109          |              | 137          | 138          | 142          |              | 247    |
|      | Kim Su-hyeon (KOR)           | A   | 75.60       | 104          | 108          | 108          | 4            | 133          | 136          | 137          |              | 245    |
| 4    | Hellen Escobar (COL)         | A   | 74.60       | 103          | 107          | 109          | 5            | 133          | 135          | 138          | 4            | 242    |
| 5    | Bella Paredes (ECU)          | A   | 74.90       | 101          | 105          | 108          |              | 130          | 134          | 135          | 6            | 238    |
| 6    | Kelin Jiménez (ECU)          | A   | 75.60       | 98           | 102          | 105          | 8            | 127          | 132          | 135          | 5            | 237    |
| 7    | Mailyng Echeverría (COL)     | A   | 74.30       | 102          | 106          | 108          | 6            | 130          | 134          | 135          | 7            | 236    |
| 8    | Shania Bedward (CAN)         | B   | 74.50       | 93           | 97           | 101          | 9            | 118          | 124          | 128          | 8            | 229    |
| 9    | Tat‘ev Hakobyan (ARM)        | A   | 75.50       | 105          | 108          | 109          | 7            | 122          | 122          | 125          | 11           | 227    |
| 10   | Aray Nurlybekova (KAZ)       | B   | 75.60       | 90           | 95           | 100          | 10           | 117          | 123          | 126          | 9            | 223    |
| 11   | Milena Khachatryan (ARM)     | A   | 75.30       | 95           | 100          | 103          | 11           | 120          | 120          | 130          | 14           | 220    |
| 12   | Celia Gold (ISR)             | A   | 72.00       | 93           | 96           | 99           | 13           | 118          | 118          | 121          | 12           | 217    |
| 13   | Olivia Shelton (AUS)         | B   | 74.70       | 90           | 94           | 98           | 15           | 115          | 119          | 123          | 15           | 213    |
| 14   | Gintarė Bražaitė (LTU)       | B   | 73.70       | 87           | 91           | 94           | 17           | 110          | 116          | 122          | 10           | 213    |
| 15   | Lizbeth Nolasco (MEX)        | A   | 75.70       | 98           | 102          | 102          | 12           | 115          | 115          | 115          | 16           | 213    |
| 16   | Daniela Ivanova (LAT)        | B   | 72.10       | 92           | 92           | 95           | 16           | 120          | 123          | 123          | 13           | 212    |
| 17   | Parisa Noorali (IRI)         | B   | 75.50       | 88           | 88           | 90           | 18           | 110          | 116          | 117          | 17           | 200    |
| 18   | Tia Sarah Tovarlaža (CRO)    | B   | 71.90       | 73           | 77           | 80           | 19           | 95           | 95           | 100          | 18           | 172    |
| —    | Otgonbayaryn Darkhijav (MGL) | B   | 75.30       | 95           | 99           | 102          | 14           | 112          | 112          | 112          | —            | —      |
| —    | Nikki Löwik (NED)            | B   | 75.30       | —            | —            | —            | —            | —            | —            | —            | —            | —      |